# 60P/Tsuchinshan
60P/Tsuchinshan 2, komet Jupiterove obitelji. Ime je dobio prema zvjezdarnici na Purpurnozlatnoj planini (紫金山天文台; Zĭjīnshān Tiānwéntái) kod Nankinga.